# Odcinacz
Odcinacz (ang. on-load switch) – połącznik mechanizmowy przeznaczony do przewodzenia określonych prądów ale praktycznie biorąc, niezdolny do wyłączania prądu poza przypadkiem bardzo małych prądów lub napięć łączeniowych nie powodujących powstania łuku elektrycznego.